# Joshua Redman
Joshua Redman (født 1. februar 1969 i Berkeley, Californien) er en jazzmusiker, der spiller tenorsaxofon. Lige efter Joshua Redman blev født flyttede hans far, Dewey Redman, til New York for at spille saxofon med Ornette Coleman. Den eneste måde Joshua Redman i sine unge dage kunne komme i kontakt med sin far var ved at komme på besøg hos faderens bekendte som Coleman og Keith Jarrett eller ved at lytte til faderens indspilninger.
Hans mor, Renee Shedroff, var danser og bibliotekar. Joshua Redman begyndte sin musiktræning, allerede som femårig. Moderen fik ham ind i nogle musikklasser for indonesiske og indiske musikstilarter ved centeret for verdensmusik.
Joshua Redman lærte først at spille guitar og klaver, men begyndte som tiårig at spille klarinet men skiftede snart til tenorsaxofon, da han følte sig tiltrukket af dens lyd.